# Gerda Luft
Gerda Luft, geb. Goldberg (* 20. April 1898 in Königsberg; † 12. Mai 1986 in Tel Aviv), war eine deutsch-israelische Journalistin und Schriftstellerin, die 1924 von Deutschland nach Palästina auswanderte und in Israel eine bekannte Persönlichkeit des öffentlichen Lebens wurde.

## Leben vor der Auswanderung
Als jüngstes Kind von fünf Geschwistern verbrachte Gerda Luft in Königsberg ihre Jugend. Dort besuchte sie die Volksschule und die Luisenschule, das erste Mädchengymnasium in Ostpreußen.:12 Ihre Eltern stammten aus Galizien, wo ihr Vater in einem „streng orthodoxen“, jiddisch sprechenden Haushalt aufwuchs und ihre Mutter auf einem der großen Güter, die „wohlhabende Juden in Galizien besaßen“.:13 Der zunehmende Antisemitismus im zaristischen Russland war der Grund für die Flucht nach Ostpreußen. Dort arbeitete der Vater schließlich als selbstständiger Kaufmann.:15 Nach dem Abitur studierte sie an der Albertus-Universität Königsberg Medizin und wollte Ärztin werden.:45f 1919 ging sie nach Berlin. „Ohne Geld, ohne Menschenkenntnis, ohne Verbindungen und mit einem grenzenlosen Vertrauen in die Zukunft“ war ich bereit, „zu arbeiten, zu lernen und zu genießen“.:49 In Berlin lernte sie Viktor Chaim Arlosoroff kennen, einen jungen Dichter, der Nationalökonomie studierte und Anhänger des Zionismus war.:51f Noch vor dem Physikum wechselte Gerda Luft ebenfalls zur national-ökonomischen Fakultät und studierte Nationalökonomie.:57 Bei Werner Sombart begann sie mit einer Doktorarbeit über den „Begriff des Fortschritts“. Die Arbeit wurde von Sombart angenommen, jedoch verzichtete sie auf das Doktorexamen und den Doktortitel, weil „akademische Titel ein bourgeoises Vorurteil seien“.:70 1919 wurde ihre Tochter Schulamit geboren,:58 und Lufts Schwiegermutter in spe Laska Arlosoroff nahm beide zu sich. Bald darauf im gleichen Jahr heirateten Gerda und Chaim Arlosoroff. In Peine bei Hannover absolvierte sie auf einem Landgut eine landwirtschaftliche Ausbildung zur Vorbereitung auf die Auswanderung nach Palästina (Hachscharah).:64ff

## Leben nach der Auswanderung
Nach fünf Semestern Medizin, sechs Semestern Nationalökonomie und acht Monaten landwirtschaftlicher Ausbildung ging es 1924 mit der 4½ Jahre alten Tochter und Chaim Arlosoroff nach Palästina zu seiner Schwester Dora.:71f Chaim Arlosoroff trennte sich 1924 und zog mit Sima Rubin (1901–1976), die er auf einer Vortragsreise in Estland 1923 kennen und lieben gelernt hatte, und ihrer Tochter Navah aus erster Ehe zusammen, die ebenfalls Alija gemacht hatten. Ein zufälliges Treffen Gerda Lufts mit Pinchas Rosen, damals noch Felix Rosenblüth, den sie schon aus Berlin kannte, Ende 1924 begründete ihre Karriere als Journalistin. Pinchas Rosen konnte sie für den Job als Palästina-Korrespondentin für die Jüdische Rundschau überzeugen.:104 Vierzehn Jahre lang beeinflusste sie wesentlich das Palästinabild der deutschen Zionisten. Es folgte 1927 in Berlin die Scheidung von Arlosoroff und die Heirat mit Zvi Luft. 1931 kam beider Sohn Eli (Eliʿeser) zur Welt.:131 Später bekamen sie die Tochter Aya. Sie zogen von Rechavia (Jerusalem) Mitte der 1930er Jahre nach Tel Aviv, als Zvi zur Versicherung Hassanah wechselte. Nachdem er 1937 deren Generaldirektor geworden war, bauten sich Lufts ein eigenes Haus im Viertel Poʿalim Tet ט nahe dem Park Gan haʿAtzmaʾut. Im Jahre 1939 gelang es ihrem ältesten Bruder Wilhelm Goldberg aus Nazi-Deutschland nach Tel Aviv zu entkommen, anders als ihren übrigen drei Geschwistern.
Mit dem Ende der Jüdischen Rundschau – 1938 von den Nazis verboten – und dem Ende der Jüdischen Welt-Rundschau 1940 begann ihre Mitarbeit an dem noch jungen Mitteilungsblatt der Organisation deutscher Einwanderer. Sie war 1942 Mitbegründerin der Partei ʿAlijjah Chadaschah, die besonders deutsche und andere mitteluropäische Einwanderer ansprach und bei den Wahlen 1944 immerhin 18 Mandate erzielte. Bis zu ihrem 60. Lebensjahr arbeitete sie für die Jerusalem Post und „noch fast ein Jahrzehnt weiter“ für die Neue Zürcher Zeitung. Außerdem war sie für den Hessischen Rundfunk in Frankfurt und den Rheinischen Merkur in Köln tätig.:186 Eine weitere und wichtige Station war die Tätigkeit als Korrespondentin für den London Economist.:171 Für die Arbeiterzeitung Davar schrieb sie viele Jahre Buchbesprechungen.:162
Gerda Lufts sterbliche Überreste ruhen an der Seite derer ihres 1949 verstorbenen Gatten Zvi auf dem Friedhof Nachalat Jitzchaq in Givʿatajim.

## Veröffentlichungen
- Heimkehr ins Unbekannte. Eine Darstellung der Einwanderung von Juden aus Deutschland nach Palästina vom Aufstieg Hitlers zur Macht bis zum Ausbruch des Zweiten Weltkrieges, 1933–1939, mit einem Vorwort von Willy Brandt, Peter Hammer-Verlag, Wuppertal 1977, ISBN 3-87294-106-2.
- Mitgestalter Israels: Die Jeckes. Was Israel den Juden aus Deutschland verdankt, in: MERIAN Israel, Hoffmann und Campe, Hamburg 1978, ISBN 3-455-27812-4.
- Chronik eines Lebens für Israel. Edition Erdmann in K. Thienemanns Verlag, Stuttgart 1983, ISBN 3-522-65090-5.